# Kuttippuram
Kuttippuram es una ciudad censal situada en el distrito de Malappuram en el estado de Kerala (India). Su población es de 25750 habitantes (2011). Se encuentra a orillas del río Bharathapuzha, a 24 km de Malappuram y a 60 km de Kozhikode

## Demografía
Según el censo de 2011 la población de Kuttippuram era de 25750 habitantes, de los cuales 12120 eran hombres y 13630 eran mujeres. Kuttippuram tiene una tasa media de alfabetización del 94,53%, superior a la media estatal del 94%. la alfabetización masculina es del 96,37%, y la alfabetización femenina del 92,92%.